# Ivy Bottini
Ivy Bottini (Nova Iorque, 15 de agosto de 1926 – Flórida, 25 de fevereiro de 2021) foi uma ativista norte-americana pelos direitos das mulheres e LGBTQ e designer gráfico.

## Vida pessoal e carreira
Ela nasceu em Nova Iorque em agosto de 1926. De 1944 a 1947, ela frequentou o Instituto Pratt School of Art, onde obteve um certificado em design gráfico de publicidade e ilustração. Ela se casou com Edward Bottini em 1951. Ela trabalhou por dezesseis anos no jornal diário da costa leste Newsday, até sua mudança para Los Angeles em 1971.
Bottini percebeu que tinha atração pelo mesmo sexo ainda jovem. Sua primeira paixão foi por sua professora de educação física da primeira série. Durante uma entrevista com The Lavender Effect, Bottini disse que se apaixonou por "todos os professores de educação física que já tive na minha vida". Ela também formou um relacionamento próximo e platônico com um de seus professores da sétima série, que se tornou uma figura paterna para ela.
Apesar de sua atração por mulheres, Bottini não buscou relacionamentos lésbicos, devido às normas culturais da época. Ela ficou noiva de vários homens, com cada noivado durando apenas algumas semanas antes de ela terminar o relacionamento. Ela se casou com seu marido de dezesseis anos, Eddie, em 12 de janeiro de 1952. Antes do casamento, Bottini começou a apresentar sintomas físicos envolvendo sua capacidade de engolir alimentos corretamente. Seu médico percebeu que seus sintomas estavam relacionados à ansiedade e a encaminhou para um psiquiatra. Ela expressou ao psiquiatra que se sentia atraída por mulheres, mas o psiquiatra disse que ela não era homossexual. Ele sugeriu que ela abandonasse seus amigos e interesses e "se apegasse" ao seu futuro marido, Eddie. Ela fez como seu psiquiatra instruiu, mas seus desejos lésbicos não diminuíram.
Anos mais tarde, uma colega de trabalho, Delores Alexander, apresentou Bottini à National Organization for Women (NOW). Alexander tinha acabado de entrevistar a presidente da NOW, Betty Friedan, e sentiu que seria uma organização útil para Bottini se juntar. Bottini ajudou a fundar o capítulo de Nova Iorque da NOW em 1966. Logo após se tornar presidente do capítulo de Nova Iorque da NOW em 1968, ela se revelou lésbica. Ela deixou o marido e foi morar com uma mulher na cidade de Nova Iorque.
Ela também estudou teatro no Lee Strasberg Theatre and Film Institute e apresentou um show solo, The Many Faces of Women, em todo o país.
Bottini mais tarde trabalhou como designer gráfico.
Suas memórias, The Liberation of Ivy Bottini: A Memoir of Love and Activism, contadas a Judith V. Branzburg, foram publicadas pela Bedazzled Ink Publishing Company em novembro de 2018.
Bottini morreu na Flórida em 25 de fevereiro de 2021, aos 94 anos.

## Ativismo LGBT
Em 1966, ela ajudou a fundar o capítulo de Nova Iorque da National Organization for Women. Em 1968, ela foi eleita presidente do capítulo de Nova Iorque da Organização Nacional para Mulheres; ela se assumiu lésbica mais tarde naquele ano. Em 1969, ela projetou o logotipo da National Organization for Women, que ainda é seu logotipo hoje. Também em 1969, ela realizou um fórum público intitulado "O lesbianismo é uma questão feminista?", que foi a primeira vez que as preocupações lésbicas foram introduzidas na National Organization for Women. Em 1970, ela liderou uma manifestação na Estátua da Liberdade, onde ela e outras pessoas do capítulo de Nova Iorque da Na penduraram uma enorme faixa sobre uma grade que dizia "MULHERES DO MUNDO, UNI-VOS!" Durante seu tempo no capítulo de Nova Iorque da National Organization for Women, ela também introduziu a conscientização feminista, que mais tarde foi adaptada para todos os capítulos da organização participarem. No entanto, mais tarde em 1970, Betty Friedan planejou a expulsão de lésbicas do capítulo de Nova Iorque da National Organization for Women, incluindo Bottini.
Quando Kate Millett estava falando sobre liberação sexual na Universidade de Columbia em 1970, uma mulher na plateia perguntou a ela: "Por que você não diz que é lésbica, aqui, abertamente? Você já disse que era lésbica no passado." Millett respondeu hesitante: "Sim, eu sou lésbica". Algumas semanas depois, o artigo do jornal Time de 8 de dezembro de 1970, "Liberação Feminina: Um Segundo Olhar", relatou que Millett admitiu ser bissexual, o que, segundo ela, provavelmente a desacreditaria como porta-voz do movimento feminista porque "reforçava as opiniões daqueles céticos que rotineiramente descartam todos os liberacionistas como lésbicas". Em resposta, dois dias depois, uma coletiva de imprensa foi organizada por Bottini e Barbara Love em Greenwich Village, que levou a uma declaração em nome de 30 líderes lésbicas e feministas que declararam sua "solidariedade com a luta dos homossexuais para alcançar sua libertação em uma sociedade sexista".
Bottini mudou-se para Los Angeles em 1971. Lá, ela fundou o Conselho Consultivo Policial Lésbico/Gay de Los Angeles. Em 1977, ela criou e apresentou o primeiro programa de rádio Lésbico/Gay em uma rede convencional (KHJ em Los Angeles). Em 1978, ela foi a vice-diretora do sul da Califórnia da campanha bem-sucedida contra a Iniciativa Briggs (Não à 6), que teria proibido gays e lésbicas de lecionar nas escolas públicas da Califórnia. Mais tarde, ela presidiu a campanha bem-sucedida Não à LaRouche e Não à Iniciativa 64. A iniciativa Larouche (Número 64), que não foi aprovada, poderia ter colocado pessoas com AIDS em quarentena. Em 1981, ela foi nomeada pelo então governador Jerry Brown como Comissária da "Comissão da Califórnia sobre Envelhecimento", tornando-se a primeira pessoa lésbica ou gay "assumida" a ser nomeada para um conselho ou comissão estadual. Em 1983, ela foi cofundadora do Projeto AIDS de Los Angeles.
Em 1993, ela foi cofundadora da organização sem fins lucrativos Gay & Lesbian Elder Housing, que em 2007 desenvolveu o Triangle Square, o primeiro complexo habitacional acessível para idosos gays e lésbicas do país. De 1998 a 1999, ela copresidiu a força-tarefa da cidade para dependência e recuperação e estabeleceu o comitê ad hoc da cidade de West Hollywood para divulgar a questão do abuso de parceiros lésbicos e gays.
Também em 1999, ela presidiu a conferência nacional anual da National Organization for Women, chamada Pioneer Reunion, em Beverly Hills. Pouco depois, ela copresidiu o Conselho Consultivo Lésbico e Gay da Cidade de West Hollywood de 2000 a 2010. Em 2001, ela fez parte de uma coalizão de direitos lésbicos e gays que formou a Alliance for Diverse Community Aging Services para ajudar idosos lésbicos e gays a obter moradia assistida e aposentadoria acessível. Em 2011, ela desenhou camisetas para a Dyke March em Los Angeles.
Ela e a organização de história LGBT Lavender Effect defenderam a criação de um museu LGBT em Los Angeles. Ela também defendeu a criação de um memorial da AIDS em West Hollywood.
Seus documentos e certas gravações de áudio são mantidos pelo ONE National Gay and Lesbian Archives. Em 2009, o filme On These Shoulders We Stand traçou o perfil de Ivy Bottini, bem como de outros dez ativistas LGBT do movimento inicial pelos direitos LGBT em Los Angeles. Ela participou de um projeto de História Oral do The Lavender Effect, que documentou sua vida pessoal e trabalho como ativista. Em sua última entrevista conhecida, Bottini falou sobre seu trabalho no podcast, LGBTQ&A.

## Prêmios e honrarias
Em 1991, ela recebeu o prêmio de "Melhor Performance" do Drama Logues por Against the Rising Sea.
Em 1998, o Ivy Theater foi criado em sua homenagem em West Hollywood.
Em 2001, no Triângulo Memorial Matthew Shepard, uma árvore foi plantada em sua homenagem e uma placa foi colocada em sua base.
Em 2005, ela recebeu o Prêmio Ícone Cultural da Fundação Tom of Finland.
Em 2007, ela recebeu o prêmio Morris Kight Lifetime Achievement Award da Christopher Street West Los Angeles LGBT Pride.